# Condado de Lorain
El condado de Lorain es uno de los ochenta y ocho condados del estado estadounidense de Ohio. Se encuentra en la parte noreste del estado. La sede del condado es Elyria, y su mayor ciudad es Lorain. El condado posee un área de 2391,4 km² (kilómetros cuadrados), de los cuales, 1119,5 km² están cubiertos por agua. La población es de 301 356 habitantes, y la densidad de población es de 223 hab./km² (habitantes por kilómetro cuadrado), según el censo nacional de 2000. Este condado fue fundado en 1824. Fue parte de la región metropolitana de Cleveland.

## Historia
El condado de Lorain fue establecido en 1822, por partes de varios de sus condados adyacentes. Este condado se volvió judicialmente independiente en 1824. El nombre originalmente propuesto fue «Colerain» (y, por lo tanto, el nombre final «Lorain» parece no tener conexión alguna con el área de Francia, Alsace-Lorraine).

## Geografía
De acuerdo con la Oficina del Censo de los Estados Unidos, el condado tiene, en total, un área de 2390 km² (924 millas cuadradas), de la cual, 1270 km² (491 millas cuadradas) es tierra firme, mientras que 1120 km² (432 millas cuadradas; 47 %) es agua. Es el cuarto condado más grande de Ohio en cuanto a su área total.

### Condados adyacentes
- Condado de Cuyahoga (este)
- Condado de Medina (sureste)
- Condado de Ashland (sur)
- Condado de Huron (suroeste)
- Condado de Erie (noroeste)

### Carreteras principales
- Interestatal 80 (Autopista de Ohio)
- Interestatal 90 (Autopista de Ohio)
- Interestatal 480 (Ohio)
- U.S. Route 6
- U.S. Route 20
- Ruta Estatal 2
- Ruta Estatal 10
- Ruta Estatal 18
- Ruta Estatal 57
- Ruta Estatal 58
- Ruta Estatal 82
- Ruta Estatal 83
- Ruta Estatal 113
- Ruta Estatal 162
- Ruta Estatal 254
- Ruta Estatal 301
- Ruta Estatal 303
- Ruta Estatal 511
- Ruta Estatal 611

## Demografía
De acuerdo al censo de Estados Unidos de 2010, había 301 356 personas, 116 274 hogares y 80 077 familias que residían en el condado. La población del condado en 2010 ocupaba un 2% de la población de Ohio. 